# Bahnstrecke Täbris–Dscholfa
| Streckenlänge: | 140 km               |                          |                          |
| Spurweite: | 1435 mm (Normalspur) |                          |                          |
| Stromsystem: | 25 KV / 50 Hertz ~   |                          |                          |
| |                      |                          |                          |
| \| \| \| von Teheran \| \| \| \| 735,9 \| Täbris \| Täbris \| \| \| 751,0 \| Sahlan \| Sahlan \| \| \| 754,0 \| Tasehkand \| Tasehkand \| \| \| 766,6 \| Sufijan \| Sufijan \| \| \| \| von Van \| \| \| \| 781,0 \| Sagbahn \| Sagbahn \| \| \| 790,2 \| Pajam \| Pajam \| \| \| 796,7 \| Kandaladsch \| Kandaladsch \| \| \| 810,0 \| Marand \| Marand \| \| \| 820,0 \| Bare \| Bare \| \| \| 835,3 \| Harsand \| Harsand \| \| \| 849,0 \| Sal \| Sal \| \| \| 866,0 \| Gargar \| Gargar \| \| \| 883,5 \| Dscholfa \| Dscholfa \| \| \| \| Iran / Aserbaidschan \| \| \| \| \| nach Jerewan (Breitspur) \| \| |                      |                          |                          |
| Strecke |                      | von Teheran              | von Teheran              |
| Bahnhof | 735,9                | Täbris                   | Täbris                   |
| Bahnhof | 751,0                | Sahlan                   | Sahlan                   |
| ehemaliger Bahnhof | 754,0                | Tasehkand                | Tasehkand                |
| Bahnhof | 766,6                | Sufijan                  | Sufijan                  |
| Abzweig geradeaus und nach links |                      | von Van                  | von Van                  |
| Bahnhof | 781,0                | Sagbahn                  | Sagbahn                  |
| Bahnhof | 790,2                | Pajam                    | Pajam                    |
| Bahnhof | 796,7                | Kandaladsch              | Kandaladsch              |
| Bahnhof | 810,0                | Marand                   | Marand                   |
| ehemaliger Bahnhof | 820,0                | Bare                     | Bare                     |
| Bahnhof | 835,3                | Harsand                  | Harsand                  |
| Bahnhof | 849,0                | Sal                      | Sal                      |
| Bahnhof | 866,0                | Gargar                   | Gargar                   |
| Kopfbahnhof Strecke ab hier außer Betrieb | 883,5                | Dscholfa                 | Dscholfa                 |
| Grenze (Strecke außer Betrieb) |                      | Iran / Aserbaidschan     | Iran / Aserbaidschan     |
| Strecke (außer Betrieb) |                      | nach Jerewan (Breitspur) | nach Jerewan (Breitspur) |

Die Bahnstrecke Täbris–Dscholfa war die erste Fernbahn im Iran. Sie ist die einzige elektrisch betriebene Bahnstrecke der Iranischen Eisenbahn (RAI).

## Geschichte
Eine Konzession vom persischen Staatsoberhaupt Mozaffar ad-Din Schah zum Bau der Bahnstrecke konnte bereits im Jahr 1898 Pjotr Bark (Sir Peter Bark), der spätere (letzte) zaristische Finanzminister erwirken.
Im Rahmen der britisch-russischen Invasion des Irans im Ersten Weltkrieg errichtete das russische Militär zunächst 1914 eine kurze, 2,5 km lange grenzüberschreitende Strecke vom russischen Netz in das iranische Dscholfa. Bis 1916 wurde dieser Anfang von der russisch/iranischen Grenze im Nordwesten des Irans um 146 km bis Täbris verlängert. Ebenfalls 1916 erhielt die Hauptstrecke einen 53 km langen Abzweig von Sufian an der Hauptstrecke nach Scharaf Chanech Ufer des Urmiasees.
Diese Zweigstrecke sollte in den 1970er Jahren Ausgangspunkt der Bahnstrecke Van–Täbris werden. Zweck des Bahnbaus war es, russische Truppen in den Iran zu bringen. Aserbaidschan und der gesamte Nordwesten des Iran wurden von russischen Truppen besetzt. Russen wie Briten nutzten den Iran als Rückzugsraum für Angriffe auf osmanische Truppen im Irak.
Mit der Unterzeichnung des iranisch-sowjetischen Freundschaftsabkommens von 1921 wurden die Bahnanlagen, soweit sie auf iranischem Staatsgebiet lagen, an den iranischen Staat übergeben. Diese waren kriegsbedingt in einem kaum nutzbaren Zustand und mussten zunächst umfangreich instand gesetzt werden, bevor der Betrieb wieder aufgenommen werden konnte. Aber erst nach dem Zweiten Weltkrieg wurde die russische Spurweite auf Normalspur umgespurt.  Somit müssen alle Fahrzeuge, die die Grenze überschreiten wollten, die Umspuranlage in Dscholfa durchlaufen. Nicht vor 1958 wurde der Inselbetrieb mit der Bahnstrecke Teheran–Täbris an das übrige iranische Eisenbahnnetz angeschlossen.

## Gegenwart
Die Strecke war die einzige Bahnverbindung zwischen dem sowjetischen und dem iranischen Eisenbahnnetz.  Nach der Auflösung der Sowjetunion führte die Strecke in das selbständig gewordene Aserbaidschan und dessen Autonome Republik Nachitschewan. Diese Exklave ist von Armenien umgeben. Aufgrund der Feindschaft zwischen Armenien und Aserbaidschan ist die Strecke an der aserbaidschanisch/armenischen Grenze unterbrochen. Der Bahnhof von Dscholfa war nun nur noch der iranische Grenzbahnhof für die für den Eisenbahnverkehr mit der Autonomen Republik Nachitschewan und so unbedeutend, dass er eingestellt wurde. Seit dem 29. Dezember 2016 verkehrt wöchentlich wieder ein grenzüberschreitendes Zugpaar zwischen Naxçıvan und Maschhad. Die Funktion der Strecke als Verbindung nach Aserbaidschan und in Richtung Russland soll künftig die weiter östlich verlaufende Bahnstrecke Qazvin–Astara-Baku übernehmen, die sich im Bau befindet.
Die Strecke ist seit 1975 in der im Iran üblichen Weise mit 25 kV und 50 Hz elektrifiziert.